# Mejszty (Litwa)
Mejszty (lit. Meikštai) – wieś na Litwie, w okręgu uciańskim, w rejonie ignalińskim, w starostwie Rymszany. W 2011 roku liczyła 108 mieszkańców.

## Historia
W czasach zaborów w granicach Imperium Rosyjskiego.
W latach 1921–1945 ówczesny majątek leżał w Polsce, w województwie nowogródzkim (od 1926 w województwie wileńskim), w powiecie brasławskim, w gminie Widze.
Według Powszechnego Spisu Ludności z 1921 roku zamieszkiwało tu 100 osób, 95 były wyznania rzymskokatolickiego a 5 ewangelickiego. Jednocześnie 92 mieszkańców zadeklarowało polską przynależność narodową, 2 niemiecką a 6 estońska. Było tu 9 budynków mieszkalnych. W 1931 w 4 domach zamieszkiwało 44 osoby.
Miejscowość należała do parafii rzymskokatolickiej w Widzach. Podlegała pod Sąd Grodzki w m Turmont i Okręgowy w Wilnie; właściwy urząd pocztowy mieścił się w Widzach.
Miejsce urodzenia Tomasza Wawrzeckiego oraz Stanisława Bułaka-Bałachowicza. Znajdują się tu groby rodziny Meysztowiczów. 
Rysunek dworu w Mejsztach znajduje się w albumie Napoleona Ordy.